# Raecius crassipes
Raecius crassipes is een spinnensoort uit de familie Udubidae. De soort komt voor in Ethiopië.